# Мансуров, Николай Павлович
Николай Павлович Мансуров (1830—1911) — русский чиновник из рода Мансуровых: самарский губернатор (1863—1865), действительный тайный советник, член Государственного совета. Младший брат Б. П. Мансурова.

## Биография
Родился в Санкт-Петербурге 24 июня (6 июля) 1830 года в семье чиновника министерства финансов Павла Борисовича Мансурова (1795—1881), внучатый племянник сенатора П. А. Мансурова. Мать — Екатерина Петровна (1803—1837), происходила из рода князей  Хованских. Был крещён 27 июля 1830 года в церкви Захария и Елизаветы при придворной больнице при восприемстве В. А. Всеволожского и М. П. Ушаковой. У родителей было имение, состоявшее из 2 деревень Пензенской губернии, к которому были прикреплены, по данным на 1865 год, 154 временнообязанных крестьянина. 
Окончил Императорское училище правоведения в 1849 году с серебряной медалью и в чине титулярного советника 18 мая поступил на службу в 1-й Департамент Правительствующего сената, где служил помощником юрисконсульта и товарищем герольдмейстера.
Благодаря своей работоспособности и политическому чутью, позволявшему ему правильно выбирать себе покровителей, он сделал быструю и блестящую карьеру в русской бюрократической системе.
В 1857 году Н. П. Мансуров перешёл на работу цензором Департамента внутренних сношений Министерства иностранных дел. Через 4 года он вернулся в Министерство внутренних дел уже в звании камер-юнкера, полученном им в 1860 году, и с 20 июня 1861 года стал чиновником по особым поручениям VI класса в чине коллежского советника.
За труды по введению в действие Положения 19 февраля 1861 года получил особый знак отличия.
По приказу министра внутренних дел П. А. Валуева 26 сентября 1863 года был назначен исполняющим дела (поскольку не имел чина действительного статского советника) самарского губернатора. В Самару Мансуров прибыл 17 ноября 1863 года. Официально он не был назначен самарским губернатором, но это не явилось препятствием для получения надбавки к жалованью, в 2000 рублей в год.
После производства в чин действительного статского советника 19 апреля 1864 года, Мансуров официально стал губернатором. И хотя уже в начале 1865 года его перевели в столицу, даже за столь короткий период времени он сделал очень много для города и края.
Основной проблемой для Николая Павловича стало введение земских учреждений в Самарской губернии. Земства, как важный элемент местного самоуправления, были введены по земской реформе, положения которой нашли отражение в указе императора Алексантра II от 1 января 1864 года.
Для организации уездных земств в Самарской губернии 12 июня 1864 года был создан Временный губернский комитет, который возглавил сам Н. П. Мансуров. Уездные земские собрания открылись в Самарской губернии 7 февраля 1865 года, а 28 февраля 1865 года в зале дворянского собрания Мансуров открыл губернское земское собрание. Самарская губерния стала первой в России, создавшей земства. И первенство Самары в этом процессе — во многом заслуга Н. П. Мансурова.
Ему пришлось также осуществлять реализацию финансовой и судебной реформ в губернии — 7 июня 1864 года было открыто самарское отделение Государственного банка; 20 ноября 1864 года введены новые уставы.
В этой нелегкой работе значительную помощь оказывал ему вице-губернатор С. П. Ушаков, также входивший во Временный губернский комитет по введению земских органов.
Несмотря на своё кратковременное пребывание в Самаре, Н. П. Мансуров был настолько популярен в городе, что самарское городское общество удостоило его звания почетного гражданина Самары. Он обратил внимание гласных городской думы на необходимость строительства водопровода, а также ходатайствовал перед правительством о разрешении на устройство в Самаре пожарной части. Позже, в 1887 году, в период празднования 300-летия Самары, Николай Павлович Мансуров, поздравляя самарцев с юбилеем, писал: «Не могу забыть, что всей служебной карьерой своей я обязан единственно Самаре и её достойным гражданам»
С августа 1865 года он — первый председатель Московского цензурного комитета по уставу 1865 года; 18 декабря этого же года был назначен членом Совета министра внутренних дел и был переведён в Санкт-Петербург.
В Санкт-Петербурге получил звание камергера двора и занял должность директора Департамента общих дел Министерства внутренних дел. В 1877 году избран действительным членом Русского географического общества ("оказывал полезное содействие предприятиям Общества").
В 1880—1883 годах Н. П. Мансуров состоял управляющим делами Комитета министров. В 1883—1906 годах занимал пост члена Государственного Совета по Департаменту духовных и гражданских дел с жалованием в 15000 рублей в год.
При Николае II, в 1896—1904 годах, Мансуров упоминается членом Комитета призрения заслуженных гражданских чинов. В 1899 году Мансуров получил знак отличия за 50-летнюю беспорочную службу. В 1904 году бывший самарский губернатор являлся членом Санкт-Петербургского благотворительного тюремного комитета (в 1870 году упоминался вице-президентом этого комитета), участие в котором было отмечено особым знаком отличия. Участие и помощь Красному Кресту также были отмечены знаком отличия.
В 1906—1911 годах Мансуров был присутствующим членом Государственного совета.
Скончался 31 мая (по другим сведениям — 28 мая) 1911 года.

## Награды
Послужной список дополнялся орденами: Св. Станислава 1-й степени (1866), Св. Анны 1-й степени (1868), Св. Владимира 2-й степени (1870), Белого Орла (1874).
В 1872, 1874 и 1880 годах был удостоен высочайших благоволений.
В 1879 году список наград пополнила табакерка, украшенная бриллиантами, с портретом Его Императорского Величества. Знаками отличия была отмечена работа Николая Павловича: 17 апреля 1863, 30 августа 1865, 24 мая 1866, 1 января 1867 и 3 февраля 1869.
1 января 1886 года он получил чин действительного тайного советника.
В 1882 году он получил орден Св. Александра Невского и в 1891 — бриллиантовые знаки к нему. В 1896 году стал кавалером ордена Св. Владимира 1-й степени.
В списке наград Мансурова — медали в память правления императоров Николая I и Александра III, в честь коронований 1883 и 1896 годов.

## Семья
- Жена (с 25.01.1859; Париж) — Софья Васильевна Обухова (12.12.1840, Рим—28.03.1916[2], Петроград), внучка московского полицмейстера В. А. Обрескова и правнучка участника возведения на престол Екатерины II И. В. Обухова.
  - Дочь  — Екатерина (22.10.1859[3]— ?), фрейлина.
  - Сын  — Николай (26.01.1867—1923) к 1906  году капитан лейб-гвардии Преображенского полка,  вышел в отставку в чине полковника, затем состоял при дворе церемониймейстером, расстрелян большевиками[4].